# Die Pöppel-Revue
Die Pöppel-Revue war eine von 1979 bis 2001 erscheinende Zeitschrift der deutschsprachigen Spielekritik.

## Geschichte
Der Ursprung des Magazins war ein unter dem Titel Wolfs Wirtschaftsbrief von Knut-Michael Wolf gegründetes Fanzine, mit der ursprünglich die sechs Mitspieler des Play-by-Mail-Spiels Executive Decision informiert werden sollten. Die Nullnummer erschien am 29. Oktober 1977 und nachdem Wolf in den weiteren Ausgaben zunehmend über andere Spiele berichtet hatte, erfolgte Ende 1979 mit der 35. Ausgabe die Umbenennung in Die Pøppel-Revue mit einem selbst erstellten Logo und dem Untertitel „Das Fachblatt für Spieler“. Der Name geht auf die Bezeichnung „Pöppel“ für die ursprünglich „Halmakegel“ genannten Spielsteine zurück, die Wolf bei einem Spieletreffen gehört hatte. 1979 wurde als Reaktion auf die Kürung des Spiel des Jahres die Wahl zum Goldenen Pöppel veranstaltet, aus dem dann 1990 der Deutsche Spiele Preis wurde. Ab 1979 gehörte auch die für das Editorial verantwortliche Edith O'Rial zum Redaktionsteam, bei der es sich um eine Erfindung Wolfs handelte. 
Mit Ausgabe 76 im Januar 1983 wurde – nachdem weit über 30 Partien gelaufen waren – der Play-by-Mail-Teil aufgegeben und vom Stabsanzeiger fortgeführt. Die Pöppel-Revue erschien nun nur noch fünfmal pro Jahr. Bis 1986 erreichte die Zahl der Abonnenten fast 1.000 und der Umfang wuchs auf etwa 60 Seiten. Zum Jahreswechsel 1985/86 wurde Die Pöppel-Revue vom Friedhelm Merz Verlag übernommen. Der Inhalt blieb weitgehend unverändert, auf der Titelseite wurde der Pöppel durch das Verlagslogo ersetzt, welches später zum Kennzeichen der Essener Spieltage wurde. 1989 gab Wolf den Posten des Chefredakteurs zunächst an Friedhelm Merz ab, später übernahm ihn Matthias Hardel. 
2000 geriet die Zeitschrift in den Skandal um die Stimmenzahlmanipulationen beim Deutschen Spiele Preis und stellte dann Ende 2001 ihr Erscheinen ein, während Chefredakteur Hardel zur Spielbox wechselte.